# Anguita-Gletscher
Der Anguita-Gletscher (spanisch Glaciar Anguita) ist ein Gletscher im Norden der Livingston-Insel im Archipel der Südlichen Shetlandinseln. Er liegt südlich des Half Moon Beach auf der Ostseite des Kap Shirreff.
Chilenische Wissenschaftler benannten ihn nach Pedro Anguita Izquierdo, Hubschrauberpilot an Bord der Piloto Pardo bei der 20. Chilenischen Antarktisexpedition (1965–1966).